# Lucy Lee
Lucy Lee, född 10 april 1984 i Prag i dåvarande Tjeckoslovakien, är en tjeckisk skådespelare inom pornografisk film.
Lucy Lee har medverkat i över 160 filmer sedan debuten 2002.